# Erman Ilıcak
Erman Ilıcak (* 1967 in Darende) ist ein türkischer Geschäftsmann und Präsident und Gründer der Rönesans Holding, einer der größten Mischkonzerne in der Türkei. Die Rönesans Holding besitzt Unternehmen wie Renaissance Construction, Heitkamp Ingenieur- und Kraftwerksbau und Ballast Nedam. 2021 war er mit einem Vermögen von 4,3 Milliarden US-Dollar einer der reichsten Türken.

## Laufbahn
Ilıcak ging an eine Privatschule in Ankara und erwarb einen Abschluss an der Fakultät für Bauingenieurwesen der Technischen Universität des Nahen Ostens im Jahr 1990. Er absolvierte außerdem MBA-Programme an der Wirtschaftsuniversität Wien und der University of Minnesota. Erman Ilıcak begann seine berufliche Laufbahn während seines Studiums und gründete 1993 die Rönesans Holding in Sankt Petersburg. Diese ist hauptsächlich im Bauhauptgewerbe tätig und kontrolliert Tochtergesellschaften in mehreren Ländern. Zu den Akquisitionen gehören die deutsche Heitkamp im Jahr 2013 sowie die niederländische Ballast Nedam im Jahr 2015. In Partnerschaft mit der türkischen Regierung hat Rönesans Gesundheitseinrichtungen im Wert von über 3 Milliarden US-Dollar gebaut.
2015 verkaufte Ilıcak 5 Prozent seiner Anteile an Rönesans an die Internationale Finanz-Corporation.